# Centro de conservación y patrimonio Backus Mill
El centro de conservación y patrimonio Backus Mill  es un sitio cultural e histórico localizado en Ontario, Canadá. El área que comprende el sitio contiene un molino llamado Moulin-à-Farine Backhouse, un molino harinero que fue construido en 1798. Fue uno de los pocos molinos que no fueron quemados durante la guerra de 1812. El molino se mantuvo en funcionamiento hasta 1957 y ahora es un sitio histórico nacional.
El área de conservación cuenta con instalaciones para acampar, tanto a corto plazo, como por temporadas. Esta zona está llena de una rica historia local y se encuentra en el Homestead Backhouse. En septiembre, la zona se convierte en el sitio de una recreación de una batalla durante la guerra de 1812. Exhibe la historia natural de la zona y las tradiciones de caza de aves acuáticas.
El sitio es un museo al aire libre que incluye restauraciones de edificios y estructuras del siglo XIX. También se encuentra una iglesia, una tienda de carro, un granero con equipo agrícola, dos casas de troncos, escuela, un aserradero, una granja y un equipo industrial del siglo XIX. El edificio del museo incluye exposiciones sobre el área de Long Point, y una exposición sobre los naufragios del lago Erie en Long Point.